# 卜肉
卜肉是宜蘭知名小吃，據說最早是由宜蘭縣三星鄉味珍香卜肉店所發明。

## 作法
「卜」在宜蘭的臺灣話裡的意思是「炸（食物）」，這與台灣其他縣市有異，因為其源自客家話「烰（poˇ）」的發音，為宜蘭福佬客遺留下的客家話念法，故卜肉顧名思義是指將豬里肌肉除去筋以及油脂的部份，切成條狀，沾上佐料以及麵糊入鍋油炸而成，常以胡椒鹽或芝麻沾食。除了豬肉之外，蔬菜也可以相同方式油炸食用，台語亦稱作卜菜。
卜肉並非地方特產，老一輩的家庭主婦，每到傳統節慶祭拜，不論什麼樣的糕、炸物(當然也包含卜肉)都是一手包辦。隨著時代的不同，會做糕、炸物的婦女已少之又少，而宜蘭能保留下來，主要地理環境有關(都市化程度較低、外界干擾少、生活步調慢、地理位置封閉)